# Cryptocarya ledermannii
Cryptocarya ledermannii är en lagerväxtart som beskrevs av Teschn.. Cryptocarya ledermannii ingår i släktet Cryptocarya och familjen lagerväxter. Inga underarter finns listade i Catalogue of Life.